# Нагрудний знак «Винахідник СРСР»
«Винахідник СРСР» — нагрудний знак; видавався в СРСР автору (кожному співавтору) винаходу з першим авторським свідоцтвом, зареєстрованим у Державному реєстрі винаходів СРСР після 20 серпня 1973, за підтвердження факту використання винаходу в народному господарстві.

## Історія
Введений на підставі Постанови ЦК КПРС та Ради Міністрів СРСР від 20 серпня 1973 р. № 575, спільною постановою Державного комітету Ради Міністрів СРСР у справах винаходів та відкриттів та Всесоюзного товариства винахідників та раціоналізаторів від 12 грудня 1974.

## Нагородження та вручення
Нагрудний знак видавав Державним комітетом Ради Міністрів СРСР у справах винаходів та відкриттів або органами Всесоюзного товариства винахідників та раціоналізаторів. Вручення проводилася, як правило, на зборах та зльотах. У авторському свідоцтві (на лівому боці розвороту) робилася позначка «Нагрудний знак видано» та засвідчувалася печаткою організації, яка видала знак. Нагрудний знак «Винахідник СРСР» носиться на правому боці грудей.
Нагороджені, статті про яких є у Вікіпедії: Нагороджені нагрудним знаком «Винахідник СРСР».